# Fallbett

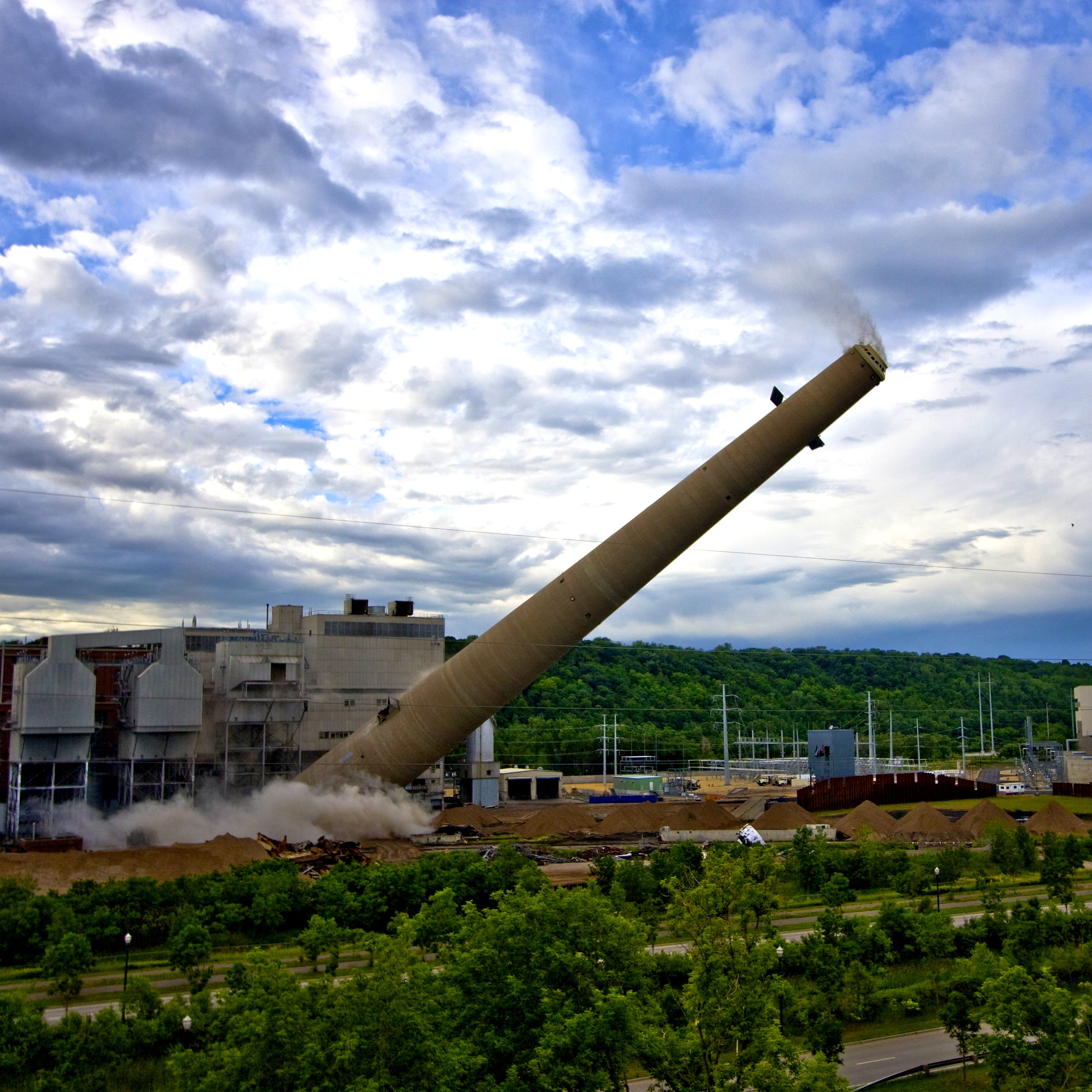
Das Fallbett aus aufgeschütteten Wällen dämpft den Aufprall und somit die Erschütterungsemission.

Der Begriff Fallbett beschreibt in der Sprengtechnik eine künstlich ausgehobene Grube, welche beim Abriss das durch eine Sprengung ins Kippen gebrachte Bauwerk aufnimmt.

## Merkmale
Das Fallbett kommt zur Anwendung wenn die Sprengtechnik so gewählt wird, dass das Bauwerk seine stabile Lage durch ein seitliches Kippen verlässt und zu Boden stürzt. Das Fallbett nimmt das umstürzende Bauwerk auf und verhindert, dass Teile unkontrolliert umherfliegen. Die Sprengladung ist dabei so zu installieren, dass – ähnlich der Baumfällung – ein Fallmaul aus dem tragenden System entfernt wird und sich so eine einseitige instabile Lage ausbildet. Voraussetzung dafür ist eine sorgfältige Vorbereitung und Ausführung der Sprengarbeiten.
Ein Fallbett kann nur bei ausreichenden Platzverhältnissen angelegt werden. Im Fall von beengten Verhältnissen (beispielsweise dichte Innenstadtbebauung) ist eine alternative Sprengtechnik zu wählen.